# Flatts Village
Flatts Village est un petit village des Bermudes situé sur la rive sud de la crique dans la paroisse de Hamilton, presque exactement entre les deux municipalités sur le territoire, Hamilton et Saint George's.

## Historique
C'est l'une des premières régions peuplées des Bermudes. Bien que l’entrée de la crique soit maintenant trop peu profonde, à cause du sable, pour permettre l’entrée de gros navires, c’était autrefois un port utile. On dit souvent que son utilité principale était qu'elle était éloignée de l'ancienne capitale, Saint George's, et des agents des douanes qui y étaient installés. Le parlement des Bermudes s'est parfois réuni à Flatts Village, bien que le siège officiel du gouvernement reste Saint George's, avant de s'installer à Hamilton en 1815. Un certain nombre d'anciens entrepôts et de grandes maisons subsistent dans Flatts Village, témoignage de son passé prospère.
Le pont Flatts traverse la crique du village, tandis que l’aquarium, zoo et musée des Bermudes est situé en face, du côté nord de la crique. L'ancienne gare du Chemin de fer des Bermudes abrite le musée d'histoire naturelle des Bermudes.

## Personnalités
- Le pirate Henry Jennings se décrivait comme étant un bermudien, car sa famille y était établie, quartier aisé à l'ouest duquel est toujours connu sous le nom de Jennings Land.